# Baixu
Baixu är en socken i Kina. Den ligger i provinsen Jiangxi, i den sydöstra delen av landet, omkring 59 kilometer sydost om provinshuvudstaden Nanchang. Antalet invånare är 25 531. Befolkningen består av 12 321 kvinnor och 13 210 män. Barn under 15 år utgör 25,0 %, vuxna 15-64 år 66 %, och äldre över 65 år 7,0 %.
Runt Baixu är det tätbefolkat, med 331 invånare per kvadratkilometer. Närmaste större samhälle är Jinxianxian, 11,8 km norr om Baixu. Trakten runt Baixu består till största delen av jordbruksmark.
Genomsnittlig årsnederbörd är 2 304 millimeter. Den regnigaste månaden är juni, med i genomsnitt 441 mm nederbörd, och den torraste är oktober, med 23 mm nederbörd.